# Oregelbundna schacköppningar
Den här artikeln använder algebraisk schacknotation för att beskriva schackdragen.
Oregelbundna öppningar är ovanliga eller okonventionella schacköppningar. Det kan antingen vara ett ovanligt första drag från vit eller en ovanlig fortsättning efter ett vanligt första drag från vit.
Eftersom öppningarna är ovanliga har de inte så mycket etablerad spelöppningsteori. Många av dem är onödigt passiva och en del är rent dåliga drag som ger motståndaren en fördel direkt i öppningen. Namnen på dessa öppningar är inte heller väletablerade på svenska. En del av de namn som anges nedan förekommer framför allt i engelskspråkig schacklitteratur.
Vilka öppningar som räknas som oregelbundna har varierat över tiden. Flera öppningar som under 1800-talet ansågs som okonventionella är idag etablerade öppningar.

## Ovanliga förstadrag från vit
Andra drag än 1.c4, 1.d4, 1.e4, 1.f4, 1.b3, 1.g3 eller 1.Sf3 brukar anses vara oregelbunda öppningar. De har alla ECO-klassificeringen A00. (Även 1.g3 (Benkös öppning) har klassificeringen A00 men brukar anses vara en etablerad flanköppning). 
- Anderssens öppning (1.a3)
- Wares öppning (1.a4)
- Durkins öppning (1.Sa3)
- Sokolskijs öppning (1.b4)
- Saragossas öppning (1.c3)
- Dunsts öppning (1.Sc3)
- Mieses öppning (1.d3)
- Van 't Kruijs öppning (1.e3)
- Barnes öppning (1.f3)
- Grobs attack (1.g4)
- Clemenz öppning (1.h3)
- Desprez öppning (1.h4)
- Amars öppning (1.Sh3)

## Ovanliga kungsbondespel
Kungsbondespel är öppningar som inleds med 1.e4.

### Ovanliga svar på 1.e4
Efter 1.e4 räknas svarts vanligaste svar till antingen öppna eller halvöppna spel. 
Ovanligare svar från svart har ECO-klassificeringen B00. Här ingår bland andra (i popularitetsordning): 
- Nimzowitschs försvar (1.e4 Sc6)
- Owens försvar (1.e4 b6)
- St. Georges försvar (1.e4 a6)
- Borgs försvar (1.e4 g5)
- Cornstalk-försvaret (1.e4 a5)
- Carrs försvar (1.e4 h6)
- Freds försvar (1.e4 f5)
- Barnes försvar (1.e4 f6)
- Lemmings försvar (1.e4 Sa6)
- Adams försvar (1.e4 Sh6)
- Goldsmiths försvar (1.e4 h5)

### Ovanliga drag efter 1.e4 e5
Ovanliga fortsättningar efter 1.e4 e5 har ECO-klassificeringen C20. Här ingår bland andra (i popularitetsordning):
- Alapins öppning (1.e4 e5 2.Se2)
- Indisk öppning (1.e4 e5 2.d3)
- Lopez öppning (1.e4 e5 2.c3)
- Mengarinis öppning (1.e4 e5 2.a3)
- Nybörjarens öppning (1.e4 e5 2.Dh5)
- Portugisiskt parti (1.e4 e5 2.Lb5)
- Napoleons öppning (1.e4 e5 2.Df3)

### Ovanliga drag efter 1.e4 e5 2.Sf3
Ovanliga fortsättningar efter 1.e4 e5 2.Sf3 har ECO-klassificeringen C40. Här ingår bland andra (i popularitetsordning):
- Lettisk gambit (1.e4 e5 2.Sf3 f5)
- Elefantgambit (1.e4 e5 2.Sf3 d5)
- Gunderams försvar (1.e4 e5 2.Sf3 De7)
- Damianos försvar (1.e4 e5 2.Sf3 f6)
- Grecos försvar (1.e4 e5 2.Sf3 Df6)

## Ovanliga dambondespel
Dambondespel är öppningar som inleds med 1.d4.

### Ovanliga svar på 1.d4
Efter 1.d4 räknas svarts vanligaste svar till antingen slutna eller halvslutna spel. 
Ovanligare svar från svart har ECO-klassificeringen A40. Här ingår bland andra (i popularitetsordning):
- Lundins försvar (1.d4 Sc6)
- Engelskt försvar (1.d4 b6)
- Polskt försvar (1.d4 b5)
- Englundgambit (1.d4 e5)

### Ovanliga drag efter 1.d4 d5
Ovanliga fortsättningar efter 1.d4 d5 har ECO-klassificeringen D00. Här ingår bland andra:
- Londonsystemet (1.d4 d5 2.Lf4)
- Stonewallvarianten i förhand (1.d4 d5 2.e3)
- Levitskijs angrepp (1.d4 d5 2.Lg5)
- Tjigorinvarianten (1.d4 d5 2.Sc3)
- Richter-Veresovs angrepp (1.d4 d5 2.Sc3 Sf6 3.Lg5)
- Blackmar-Diemergambit (1.d4 d5 2.Sc3 Sf6 3.e4)
- Blackmargambit (1.d4 d5 2.e4)